# ベルナルト・ディートリッヒ
ベルナルト・トラウゴット・ディートリッヒ（Bernhard Traugott Dietrich、1840年8月19日 - 1902年10月23日）は、ドイツの織用品商、合唱団指揮者、歌手、作曲家である。彼はドイツ語で有名な乾杯の歌「アイン・プロージット」（乾杯、乾杯、友情のために乾杯）を作った。

## 人生
ドイツ・ケムニッツ生まれ。父は織者師で、後に宿屋を経営するトラウゴット・レーベレヒト・ディートリッヒであった。彼は最初に機織りの職業を学んだが、その後叔父の製織用品会社で約40年間働き、最初は店員として、その後は正式な代表者として働き、ケムニッツで亡くなった。
彼の趣味は音楽であった。1860年から1896年まで、彼はケムニッツ・ヤコビ教会の教会合唱団のメンバーであった。また、自分のイニシャルにちなんで名付けられた男声カルテット「Doppelquartett B.D.」でも歌った。彼の死亡記事では、二つのカルテットが「彼の歌の数々」に感謝しているので、彼はグループのためにいくつかの新しい歌を書いたに違いない。ディートリッヒはまた、テオドール・シュナイダー男声合唱団の共同創設者でもあり、それは長年の指揮者であったケムニッツ教会の音楽監督にちなんで名付けられていた。ケムニッツ市は「ケムニッツ・タゲブラット」紙で「当市は男声合唱の隆盛の大部分をベルナルト・ディートリッヒに負っている。」と感謝している。
ディートリッヒは既婚で、妻のエミリーと6人の娘が残された。

## 乾杯の歌
ディートリッヒの歌の1つだけが後世に残り、しかもそれは大変有名な乾杯の歌「アイン・プロージット」で、歌詞はこれがのもう一回繰り返され、オリジナルでは「シェンクト・アイン、トリンクト・アウス、シェンクト・アイン、トリンクト・アウス」（注げ、飲み干せ、注げ、飲み干せ）は、実際には仲睦まじい雰囲気の中で一緒に飲むために歌での誘いである。この形での歌は、今日では民謡と呼ばれている。
この歌はニュルンベルクの家主が商売のゲオルク・ラング（Georg Lang）を介して、1898年頃にミュンヘンのオクトーバーフェストに紹介された。ただし、曲の終わりはここで変更され、ミュンヘン方言の「Oans、zwoa、drei、G'suffa!」（１，２、３、飲もうぜ！）と変えられた。この曲は、ビールテントで毎時間に何回も演奏される。ドイツ音楽演奏家協会（GEMA）の調査によると、この曲はオクトーバーフェストで最も頻繁に演奏される曲である。

## 参照項目
- 酒を飲む時の歌